# Haider Ali
Haidar Alî (født 1720, død 7. december 1782) var de facto leder, derefter sultan for kongeriget Mysore i Sydindien fra 1761 til hans død. Han udmærkede sig militært og tiltrak til slut opmærksomheden fra lederne af Mysore. Han blev udnævnt til øverstkommanderende for Krishnaraja Wodeyar II's hær (1734-1766) og overtog magten fra monarken og Mysoreregeringen. Han indgik en alliance med franskmændene mod briterne og blev de facto hersker af Mysore som øverste minister i 1761. Hans regeringstid var præget af hyppige krige mod naboer og af oprør på dets territorium. Hans ældste søn Tipû Sâhib (1750-1799) overtog et stort kongerige, der grænses mod nord af Krishnafloden, mod øst af de østlige Ghats og mod vest det arabiske hav. Hele sit liv kæmpede han mod det militære herredømme fra det britiske østindiske selskab, især under den første og anden Mysore krig.